# STS-51-B
La misión STS 51-B fue el vuelo número diecisiete del Transbordador Espacial y el séptimo vuelo del Challenger. Tuvo como misión principal realizar investigaciones en el Spacelab.

## Tripulación
El número entre paréntesis indica el número de vuelos espaciales de cada uno anteriores a e incluyendo esta misión.
- Robert F. Overmyer (2) - Comandante
- Frederick D. Gregory (1) - Piloto
- Don L. Lind (1) - Especialista de la misión
- Norman E. Thagard (2) - Especialista de la misión
- William E. Thornton (2) - Especialista de la misión
- Lodewijk van den Berg (1) - Especialista de la carga
- Taylor G. Wang (1) - Especialista de la carga

### Tripulación de reserva
- Mary Johnston - Especialista de la carga
- Eugene H. Trinh - Especialista de la carga

## Parámetros de la misión
- Masa:
  - del Orbitador al despegue: 111.676 kg
  - del Orbitador al aterrizaje: 96.097 kg
  - de la carga: 11.061 kg
- Perigeo: 346 km
- Apogeo: 353 km
- Inclinación: 57,0°
- Periodo: 91,5 min

## Lo más destacado de la misión
El orbitador Challenger despegó de la plataforma de despegue A, del complejo de lanzamientos 39, KSC, a las 12:02 p. m. EDT del 29 de abril de 1985. Este fue el segundo vuelo del Spacelab de la Agencia Espacial Europea, el primero que lo llevaba plenamente operativo. Las posibilidades del Spacelab para la investigación multidisciplinar en microgravedad quedaron demostradas. El gradiente gravitacional de actitud del orbitador resultó bastante estable, permitiendo que los delicados experimentos de procesado de materiales y mecánica de fluidos se ejecutaran normalmente. La tripulación trabajó las 24 horas del día en dos turnos de 12 horas. Iban a bordo dos monos y 24 roedores en jaulas especiales, la primera vez que volaban con los astronautas americanos mamíferos no humanos a bordo. Los miembros de la tripulación en órbita fueron respaldados 24 horas al día por un Centro de control de las operaciones de carga temporal, localizado en el Johnson Space Center. El Challenger aterrizó en la base Edwards AFB. Las ruedas pararon a las 12:11 p. m. EDT el 6 de mayo de 1985, después de una misión de 7 días, 0 horas y 8 minutos.